# .fo
.fo je internetová národní doména nejvyššího řádu pro Faerské ostrovy.